# Бреме (филм)
Бреме је југословенски филм из 1972. године. Режирао га је Вук Бабић, а сценарио је писао Ференц Деак.

## Радња
Младић који живи и ради у граду, долази у војвођанско село да посети мајку, брата, родну кућу. Посећује и девојку његову симпатију из ђачких дана која је завршила школу, али не може да се запосли. Са бившим друговима се забавља по сеоским кафанама. У село се враћа његов друг који ради у Немачкој, са новим колима и новцем. Односи међу људима су затровани. Младић не успева да нађе смисао живота и изврши самоубиство.

## Улоге
| Глумац               | Улога           |
| -------------------- | --------------- |
| Ирен Бада            |                 |
| Светислав Ђорђевић   |                 |
| Пири Фазекаш         |                 |
| Душан Голумбовски    |                 |
| Михајло Костић Пљака |                 |
| Шандор Медве         |                 |
| Предраг Милинковић   |                 |
| Иштван Нагу          |                 |
| Снежана Никшић       |                 |
| Матија Пашти         |                 |
| Ласло Патаки         |                 |
| Петер Сел            |                 |
| Јанез Врховец        | Сеоски бележник |